# Fonologia storica dei dittonghi inglesi
I dittonghi della lingua inglese han subito vari mutamenti a partire dal periodo del Medio inglese. Ognuno dei seguenti cambiamenti colpì almeno un fonema considerato storicamente dittongo, ma anche fonemi ora diventati monottonghi.

## Medio inglese

### Vein–vain merger
Il vein–vain merger provocò la fusione dei dittonghi medio-inglesi /ei/ ed /ai/, in tutti i dialetti; si completò verso il XIV secolo.
Precedentemente, vein e vain eran pronunciati /ˈvein/ e /ˈvain/, e day e way, dall'antico inglese dæġ e weġ, non rimavano. Dopo ciò, vein e vain erano omofoni, mentre day e way avevano la stessa vocale.
Ne risultò sempre un dittongo, /ɛi/ od /æi/. Più tardi, /ɛi/ quasi ovunque passò ad /eː/ in parole come pane per il pane–pain merger. Invece, nell'inglese australiano, ne risultò /ai/.

### Medio inglese tardo
L'inglese dell'Inghilterra sud-orientale, nel XIII secolo, aveva sette dittonghi:
In tre, il secondo elemento era anteriore:
- /æi/ in nail, day, whey
- /ɔi/ in joy, noise, royal, coy
- /ʊi/ in boil, destroy, coin, join

In quattro, era posteriore:
- /ɪu/ in view, new, due, use, lute, suit, adieu
- /ɛu/ in few, dew, ewe, shrewd, neuter, beauty
- /ɑu/ in cause, law, salt, change, chamber, psalm, half, dance, aunt.
- /ɔu/ in low, soul

Si possono notare le ortografie tipiche rispettive. ew, preceduto da consonante, alterna le pronunce /ɪu/ ed /ɛu/, mentre oi ed oy alternano /ɔi/ e /ʊi/.  Le parole più comuni con "ew", pronunciate /ɛu/ erano dew, few, hew, lewd, mew, newt, pewter, sew, shew (show), shrew, shrewd e strew.  Le parole con /ʊi/ più comuni includono boil, coin, destroy, join, moist, point, poison, soil, spoil, Troy, turmoil e voice, anche se vi erano alcune variazioni, anche significative.

### Dittongamento davanti a fricative velari
Nel corso del Medio inglesi, le vocali /a/, /ɛ/, e /ɔ/ tesero a dittongarsi quando seguite da /h/, divenendo rispettivamente /au/, /ɛi/, e /ɔu/. Si ricordi che il fonema /h/ aveva anche due allofoni,  [ç] dopo vocali anteriori e [x] dopo vocali posteriore. Quindi le parole taught e weight /tauht wɛiht/ possedevano dittonghi seguiti da fricative in quanto realizzati come [tauxt wɛiçt]. La caduta di queste risultò nei fenomeni del taut–taught merger e del wait–weight merger.

#### Taut–taught merger
Il taut–taught merger è un processo avvenuto nell'inglese moderno per cui /h/ cadde in parole come thought, night, daughter ecc.
/nɪxt/ [nɪçt] > /niːt/, poi > /naɪt/ night per il grande spostamento vocalico.
/h/ passò talvolta ad /f/, lasciando un accorciamento della vocale precedente.
Lo sviluppo irregolare di [x], combinato all'ambiguità del dittongo ou (sia /ou/ che /uː/ nel primo Medio inglese) è causa delle numerose pronunce della sequenza ough; infatti, in inglese moderno, si ha through
/θruː/, though /ðoʊ/, bough /baʊ/, cough /kɒf/, /kɔf/ or /kɑf/, rough /rʌf/.
Alcuni accenti dell'Inghilterra settentrionale hanno subito cambiamenti leggermente diversi, per esempio, night pronunciato /niːt/ (neat) e nei dialettalismi owt e nowt (da aught ed naught, omofoni di out e nout, corrispondenti agli standard anything e nothing). Spesso è addirittura assente il wait-weight merger, dunque wait e weight hanno due pronunce diverse.
Le parole ugh e chutzpah non esistevano ancora nella lingua, quindi non vi è correlazione tra quanto sopra esposto e la presenza nelle due del suono /x/.

#### Wait–weight merger
Il wait–weight provocò la sovrapposizione delle sequenze /ɛi/, in wait, ed /ɛix/, in weight, in moltissime varietà della lingua. Fu scatenato dalla caduta della fricativa /h/ in weight /wɛiht/, che dunque si sovrappose a wait /wɛit/.
Ciò avvenne in seguito al vein–vain merger, dove il dittongo di vein si fuse con quello di vain e wait. Il pane–pain merger avvenne in un periodo successivo, per cui la vocale di pane si fuse con quella di pain, wait, e weight.
Molti dialetti dello Yorkshire subirono il pane–pain merger, ma non il wait-weight, quindi wait /weːt/ e late /leːt/ rimano e sono distinti da weight /wɛɪt/.
| \| /eɪ/ \| /ɛɪ/ \| IPA \| Note \| \| ------ \| -------- \| ------- \| --------------------------------------------------------------------------------------------------------------------------------------------------------------------------------------------------------------------------------------- \| \| ait \| eight \| ˈeɪt \| \| \| ate \| eight \| ˈeɪt \| \| \| nay \| Neagh \| ˈneɪ \| \| \| nay \| neigh \| ˈneɪ \| \| \| slay \| sleigh \| ˈsleɪ \| Sleigh non aveva originariamente la vocale di weight, dato che era un prestito nordamericano dall'olandese slee, dove l'inglese nordamericano già aveva subito la fusione. Slee/sleigh già rimavano con parole quali neigh, weigh, etc. \| \| strait \| straight \| ˈstreɪt \| \| \| wait \| weight \| ˈweɪt \| \| \| way \| weigh \| ˈweɪ \| \| \| whey \| weigh \| ˈweɪ \| Col wine-whine merger. \| |          |         | |
| /eɪ/ | /ɛɪ/     | IPA     | Note |
| ait | eight    | ˈeɪt    | |
| ate | eight    | ˈeɪt    | |
| nay | Neagh    | ˈneɪ    | |
| nay | neigh    | ˈneɪ    | |
| slay | sleigh   | ˈsleɪ   | Sleigh non aveva originariamente la vocale di weight, dato che era un prestito nordamericano dall'olandese slee, dove l'inglese nordamericano già aveva subito la fusione. Slee/sleigh già rimavano con parole quali neigh, weigh, etc. |
| strait | straight | ˈstreɪt | |
| wait | weight   | ˈweɪt   | |
| way | weigh    | ˈweɪ    | |
| whey | weigh    | ˈweɪ    | Col wine-whine merger. |

## Inglese moderno

### Grande spostamento vocalico
A metà del XVI secolo, il grande spostamento vocalico lasciò due nuove dittonghi da vecchio voali lunghe, come /əɪ/ in tide, ed /əʊ/ in house.  Dunque in questo periodo l'inglese dell'Inghilterra sudorientale potrebbe aver avuto nove dittonghi.

### Tardo sedicesimo secolo
Alla fine del XVI secolo, l'inventario dei dittonghi a causa di vari sviluppi durante la seconda metà del secolo era stato ridotto:
- /ɛu/ diventa /iʊ/, così che dew e due divennero omofoni;
- /ɛɪ/, dai vein–vain e wait–weight merger, passa, fondendocisi, ad /ɛː/ (pane–pain merger);
- /aʊ/ fu monottongato in /ɒː/;
- /ɔʊ/ fu monottongato in /ɔː/.

Questo lasciò nell'area londinese solo i dittonghi /iu/, /ɔɪ/, /ʊi/, /əɪ/ e /əʊ/.

### Tardo diciassettesimo secolo
Alla fine del diciassettesimo secolo, nella stessa area si ebbero i seguenti sviluppi:
- /ɔː/ si chiuse in [oː];
- il dittongo discendente /iʊ/ di due e dew divenne ascendente [juː];
- i dittonghi /əɪ/ e /əʊ/ si aprirono rispettivamente in [aɪ] e [aʊ];
- il dittongo /ʊi/ si fuse con /aɪ/.

Ne risultò la permanenza di soli tre dittonghi /aɪ/, /aʊ/ e /ɔɪ/.
Nella letteratura di questo periodo erano frequenti rime come Mind–join'd nel Congreve, join–line nel Pope, child–spoil'd nello Swift, toils–smiles nel Dryden. La pronuncia corrente con /ɔɪ/ in quelle parole risultò da varianti regionali che avevano sempre avuto [ɔɪ] invece di [ʊi], forse con un'influenza dell'ortografia.
Il passaggio /iʊ/ a /juː/ non avvenne in tutte le varietà. Dialetti conservativi come quello gallese ed alcuni nordamericani hanno /ɪʊ/, infatti.

### I long mid merger
Nella prima fase dell'inglese moderno c'era un contrasto fonemico tra i monottonghi medi /eː, oː/ (pane e toe rispettivamente) ed i dittonghi /ɛi, ɔu/ (pain e tow). In quasi tutto il mondo anglofono questi si sono fusi, quindi coppie come pane–pain e toe–tow sono omofoni. Wells raggruppa tutti questi merger sotto il nome di long mid merger, fusioni (delle vocali) lunghe medie.

#### Pane–pain merger
Il pane–pain merger provocò la fusione del monottongo lungo /eː/ e del dittongo /ei/, il che avvenne in moltissime varietà. A seconda dell'accento ne risulta un monottongo od un dittongo; in alcune regioni come l'Anglia orientale, Galles meridionale, e persino Terranova, il fenomeno non è avvenuto (od almeno non totalmente), così che coppie come pane-pain restano distinte.
Una distinzione in cui pane aveva [eː] e pain [æɪ] sopravvisse nel Norfolk fino al XX secolo. Trudgill ne spiega la scomparsa affermando che questa "sia stata attuata attraverso un graduale e "sfarfallante" passaggio della vocale /eː/ ad /æɪ/ in un processo di omologazione, il cui risultato sarà (anche se attualmente alcuni parlanti mantengono una distinzione, ma vestigiale e variabile) la completa fusione dei due fonemi in /æɪ/ — il completamento di un lento processo di diffusione (forse da intendere come "uniformazione") lessicale."
Walters (2001) riporta una permanenza della distinzione nell'inglese gallese della Valle di Rhondda, dove si usa [eː] in pane (e nella serie associata) ed [ɛi] nella serie di pain.
In tali accenti mantenenti la distinzione, il dittongo /ei/ è normalmente scritto ai, ay, ei e ey come in day, play, rain, pain, maid, rein, they ecc. ed /eː/ con a...e come in pane, plane, lane, late ecc. e talvolta con e...e od e come in re, cafe, Santa Fe ecc.
| \| /eː/ \| /ei/ \| IPA \| \| \| ------ \| ------- \| --------- \| ----------------------- \| \| ade \| aid \| ˈeɪd \| \| \| ale \| ail \| ˈeɪl \| \| \| ate \| eight \| ˈeɪt \| Col wait–weight merger. \| \| bale \| bail \| ˈbeɪl \| \| \| blare \| Blair \| ˈbleə(r) \| \| \| cane \| Cain \| ˈkeɪn \| \| \| clade \| clayed \| ˈkleɪd \| \| \| Clare \| Claire \| ˈkleə(r) \| \| \| bate \| bait \| ˈbeɪt \| \| \| Dane \| deign \| ˈdeɪn \| Col wait–weight merger. \| \| daze \| days \| ˈdeɪz \| \| \| e'er \| air \| ˈeə(r) \| \| \| e'er \| heir \| ˈeə(r) \| \| \| ere \| air \| ˈeə(r) \| \| \| ere \| heir \| ˈeə(r) \| \| \| fare \| fair \| ˈfeə(r) \| \| \| faze \| fays \| ˈfeɪz \| \| \| flare \| flair \| ˈfleə(r) \| \| \| gale \| Gail \| ˈɡeɪl \| \| \| gate \| gait \| ˈɡeɪt \| \| \| gaze \| gays \| ˈɡeɪz \| \| \| glave \| glaive \| ˈɡleɪv \| Omonimi. \| \| grade \| grayed \| ˈɡreɪd \| \| \| graze \| grays \| ˈɡreɪz \| \| \| hale \| hail \| ˈheɪl \| \| \| hare \| hair \| ˈheə(r) \| \| \| haze \| hays \| ˈheɪz \| \| \| lane \| lain \| ˈleɪn \| \| \| laze \| lays \| ˈleɪz \| \| \| made \| maid \| ˈmeɪd \| \| \| Mae \| May \| ˈmeɪ \| \| \| male \| mail \| ˈmeɪl \| \| \| mane \| main \| ˈmeɪn \| \| \| maze \| maize \| ˈmeɪz \| \| \| maze \| Mays \| ˈmeɪz \| \| \| page \| Paige \| ˈpeɪdʒ \| \| \| pale \| pail \| ˈpeɪl \| \| \| pane \| pain \| ˈpeɪn \| \| \| pare \| pair \| ˈpeə(r) \| \| \| pear \| pair \| ˈpeə(r) \| \| \| phase \| fays \| ˈfeɪz \| \| \| phrase \| frays \| ˈfreɪz \| \| \| Rae \| ray \| ˈreɪ \| \| \| raze \| raise \| ˈreɪz \| \| \| raze \| rays \| ˈreɪz \| \| \| razor \| raiser \| ˈreɪzə(r) \| \| \| re \| ray \| ˈreɪ \| \| \| sale \| sail \| ˈseɪl \| \| \| sane \| sain \| ˈseɪn \| \| \| sane \| seine \| ˈseɪn \| \| \| sane \| Seine \| ˈseɪn \| \| \| spade \| spayed \| ˈspeɪd \| \| \| stare \| stair \| ˈsteə(r) \| \| \| suede \| swayed \| ˈsweɪd \| \| \| tale \| tail \| ˈteɪl \| \| \| there \| their \| ˈðeə(r) \| \| \| there \| they're \| ˈðeə(r) \| \| \| trade \| trayed \| ˈtreɪd \| \| \| vale \| vail \| ˈveɪl \| \| \| vale \| veil \| ˈveɪl \| \| \| vane \| vain \| ˈveɪn \| \| \| vane \| vein \| ˈveɪn \| \| \| wade \| weighed \| ˈweɪd \| Col wait–weight merger. \| \| wale \| wail \| ˈweɪl \| \| \| wales \| wails \| ˈweɪlz \| \| \| Wales \| wails \| ˈweɪlz \| \| \| wane \| wain \| ˈweɪn \| \| \| waste \| waist \| ˈweɪst \| \| \| wave \| waive \| ˈweɪv \| \| \| waver \| waiver \| ˈweɪv \| \| \| whale \| wail \| ˈweɪl \| Col wine-whine merger. \| |         |           |                         |
| /eː/ | /ei/    | IPA       |                         |
| ade | aid     | ˈeɪd      |                         |
| ale | ail     | ˈeɪl      |                         |
| ate | eight   | ˈeɪt      | Col wait–weight merger. |
| bale | bail    | ˈbeɪl     |                         |
| blare | Blair   | ˈbleə(r)  |                         |
| cane | Cain    | ˈkeɪn     |                         |
| clade | clayed  | ˈkleɪd    |                         |
| Clare | Claire  | ˈkleə(r)  |                         |
| bate | bait    | ˈbeɪt     |                         |
| Dane | deign   | ˈdeɪn     | Col wait–weight merger. |
| daze | days    | ˈdeɪz     |                         |
| e'er | air     | ˈeə(r)    |                         |
| e'er | heir    | ˈeə(r)    |                         |
| ere | air     | ˈeə(r)    |                         |
| ere | heir    | ˈeə(r)    |                         |
| fare | fair    | ˈfeə(r)   |                         |
| faze | fays    | ˈfeɪz     |                         |
| flare | flair   | ˈfleə(r)  |                         |
| gale | Gail    | ˈɡeɪl     |                         |
| gate | gait    | ˈɡeɪt     |                         |
| gaze | gays    | ˈɡeɪz     |                         |
| glave | glaive  | ˈɡleɪv    | Omonimi.                |
| grade | grayed  | ˈɡreɪd    |                         |
| graze | grays   | ˈɡreɪz    |                         |
| hale | hail    | ˈheɪl     |                         |
| hare | hair    | ˈheə(r)   |                         |
| haze | hays    | ˈheɪz     |                         |
| lane | lain    | ˈleɪn     |                         |
| laze | lays    | ˈleɪz     |                         |
| made | maid    | ˈmeɪd     |                         |
| Mae | May     | ˈmeɪ      |                         |
| male | mail    | ˈmeɪl     |                         |
| mane | main    | ˈmeɪn     |                         |
| maze | maize   | ˈmeɪz     |                         |
| maze | Mays    | ˈmeɪz     |                         |
| page | Paige   | ˈpeɪdʒ    |                         |
| pale | pail    | ˈpeɪl     |                         |
| pane | pain    | ˈpeɪn     |                         |
| pare | pair    | ˈpeə(r)   |                         |
| pear | pair    | ˈpeə(r)   |                         |
| phase | fays    | ˈfeɪz     |                         |
| phrase | frays   | ˈfreɪz    |                         |
| Rae | ray     | ˈreɪ      |                         |
| raze | raise   | ˈreɪz     |                         |
| raze | rays    | ˈreɪz     |                         |
| razor | raiser  | ˈreɪzə(r) |                         |
| re | ray     | ˈreɪ      |                         |
| sale | sail    | ˈseɪl     |                         |
| sane | sain    | ˈseɪn     |                         |
| sane | seine   | ˈseɪn     |                         |
| sane | Seine   | ˈseɪn     |                         |
| spade | spayed  | ˈspeɪd    |                         |
| stare | stair   | ˈsteə(r)  |                         |
| suede | swayed  | ˈsweɪd    |                         |
| tale | tail    | ˈteɪl     |                         |
| there | their   | ˈðeə(r)   |                         |
| there | they're | ˈðeə(r)   |                         |
| trade | trayed  | ˈtreɪd    |                         |
| vale | vail    | ˈveɪl     |                         |
| vale | veil    | ˈveɪl     |                         |
| vane | vain    | ˈveɪn     |                         |
| vane | vein    | ˈveɪn     |                         |
| wade | weighed | ˈweɪd     | Col wait–weight merger. |
| wale | wail    | ˈweɪl     |                         |
| wales | wails   | ˈweɪlz    |                         |
| Wales | wails   | ˈweɪlz    |                         |
| wane | wain    | ˈweɪn     |                         |
| waste | waist   | ˈweɪst    |                         |
| wave | waive   | ˈweɪv     |                         |
| waver | waiver  | ˈweɪv     |                         |
| whale | wail    | ˈweɪl     | Col wine-whine merger.  |

#### Toe–tow merger
Il toe–tow merger è una fusione avvenuta agli inizi dell'inglese moderno riguardante le vocali /oː/ (come in toe) ed /ou/ (come in tow) avvenuta in quasi tutte le varieà inglesi.  (Tali vocali erano pronunciate /ɔː/ ed /ɔu/ rispettivamente, ma si chiusero per il grande spostamento vocalico)
A seconda dell'accento può esser stato ottenuto un monottongo od un dittongo. La trascrizione tradizionale per il General American e la vecchia Received Pronunciation è /oʊ/. In pochi accenti, come in Inghilterra settentrionale, Anglia orientale e Galles meridionale, la fusione non è avvenuta, od almeno non completamente, così che esistono ancora coppie minime come toe-tow, moan-mown, groan-grown, sole-soul, throne-thrown.
Ancora nel XIX secolo, il contrasto era diffuso; le aree in cui questo era scomparso erano soprattutto le Home Countries settentrionali e parte delle Midlands.
Il contrasto, come già detto, sopravvive nell'Anglia orientale, soprattutto nel Norfolk. Peter Trudgill ha parlato di questo contrasto, ed affermato che "...fino a pochissimo tempo fa, tutti gli inglesi del Norfolk mantenevano in modo automatico e regolare la distinzione tra knows e nose... negli anni Quaranta e Cinquanta, era di conseguenza una caratteristica ordinaria della parlata della zona, condivisa da tutti i parlanti, e dunque di nessun rilievo."
In una recente indagine dei Fens, i giovani parlanti del Norfolk occidentale hanno mostrato di mantenere il contrasto, usando rispettivamente [ʊu] od [ɤʊ] in toe ed un più anteriore [ɐʉ] in tow, quest'ultima influenzata dall'Estuary English.
Walters (2001) riporta questo contrasto anche nell'inglese gallese della Valle di Rhondda, dove si usa [oː] in toe ed [ou] in tow.
In questi accenti, il dittongo proveniente da un precedente /ɔu/ viene normalmente scritto ou od ow, come in soul, dough, tow, know, though ecc. mentre un discendente di /ɔː/ viene scritto oa, oe od o...e come in boat, road, toe, doe, home, hose, go, tone ecc.
Inizialmente il fenomeno non avvenne davanti ad R, ma soltanto più tardi, provocando l'horse–hoarse merger. Quest'ultimo non è anch'esso universale, così che our e oar potrebbero non suonare come or in alcune varietà.
| \| /oː/ \| /oʊ-əʊ/ \| IPA \| \| ------ \| -------- \| -------- \| \| Bo \| bow \| ˈboʊ \| \| bode \| bowed \| ˈboʊd \| \| borne \| bourn(e) \| ˈboə(r)n \| \| borne \| Bourne \| ˈboə(r)n \| \| coaled \| cold \| ˈkoʊld \| \| coarse \| course \| ˈkoə(r)s \| \| doe \| dough \| ˈdoʊ \| \| does \| doughs \| ˈdoʊz \| \| doze \| doughs \| ˈdoʊz \| \| floe \| flow \| ˈfloʊ \| \| foaled \| fold \| ˈfoʊld \| \| fore \| four \| ˈfoə(r) \| \| forth \| fourth \| ˈfoə(r)θ \| \| fro \| frow \| ˈfroʊ \| \| froe \| frow \| ˈfroʊ \| \| froes \| frows \| ˈfroʊz \| \| froze \| frows \| ˈfroʊz \| \| groan \| grown \| ˈɡroʊn \| \| holed \| hold \| ˈhoʊld \| \| O \| owe \| ˈoʊ \| \| oh \| owe \| ˈoʊ \| \| moan \| mown \| ˈmoʊn \| \| mode \| mowed \| ˈmoʊd \| \| Moe \| mow \| ˈmoʊ \| \| no \| know \| ˈnoʊ \| \| noes \| knows \| ˈnoʊz \| \| nose \| knows \| ˈnoʊz \| \| ode \| owed \| ˈoʊd \| \| pole \| poll \| ˈpoʊl \| \| pore \| pour \| ˈpoə(r) \| \| road \| rowed \| ˈroʊd \| \| rode \| rowed \| ˈroʊd \| \| roe \| row \| ˈroʊ \| \| roes \| rows \| ˈroʊz \| \| role \| roll \| ˈroʊl \| \| rose \| rows \| ˈroʊz \| \| shone \| shewn \| ˈʃoʊn \| \| shone \| shown \| ˈʃoʊn \| \| so \| sew \| ˈsoʊ \| \| so \| sow \| ˈsoʊ \| \| sole \| soul \| ˈsoʊl \| \| soled \| sold \| ˈsoʊld \| \| soled \| souled \| ˈsoʊld \| \| throe \| throw \| ˈθroʊ \| \| throne \| thrown \| ˈθroʊn \| \| toad \| towed \| ˈtoʊd \| \| toe \| tow \| ˈtoʊ \| \| toed \| towed \| ˈtoʊd \| \| tole \| toll \| ˈtoʊl \| |          |          |
| /oː/ | /oʊ-əʊ/  | IPA      |
| Bo | bow      | ˈboʊ     |
| bode | bowed    | ˈboʊd    |
| borne | bourn(e) | ˈboə(r)n |
| borne | Bourne   | ˈboə(r)n |
| coaled | cold     | ˈkoʊld   |
| coarse | course   | ˈkoə(r)s |
| doe | dough    | ˈdoʊ     |
| does | doughs   | ˈdoʊz    |
| doze | doughs   | ˈdoʊz    |
| floe | flow     | ˈfloʊ    |
| foaled | fold     | ˈfoʊld   |
| fore | four     | ˈfoə(r)  |
| forth | fourth   | ˈfoə(r)θ |
| fro | frow     | ˈfroʊ    |
| froe | frow     | ˈfroʊ    |
| froes | frows    | ˈfroʊz   |
| froze | frows    | ˈfroʊz   |
| groan | grown    | ˈɡroʊn   |
| holed | hold     | ˈhoʊld   |
| O | owe      | ˈoʊ      |
| oh | owe      | ˈoʊ      |
| moan | mown     | ˈmoʊn    |
| mode | mowed    | ˈmoʊd    |
| Moe | mow      | ˈmoʊ     |
| no | know     | ˈnoʊ     |
| noes | knows    | ˈnoʊz    |
| nose | knows    | ˈnoʊz    |
| ode | owed     | ˈoʊd     |
| pole | poll     | ˈpoʊl    |
| pore | pour     | ˈpoə(r)  |
| road | rowed    | ˈroʊd    |
| rode | rowed    | ˈroʊd    |
| roe | row      | ˈroʊ     |
| roes | rows     | ˈroʊz    |
| role | roll     | ˈroʊl    |
| rose | rows     | ˈroʊz    |
| shone | shewn    | ˈʃoʊn    |
| shone | shown    | ˈʃoʊn    |
| so | sew      | ˈsoʊ     |
| so | sow      | ˈsoʊ     |
| sole | soul     | ˈsoʊl    |
| soled | sold     | ˈsoʊld   |
| soled | souled   | ˈsoʊld   |
| throe | throw    | ˈθroʊ    |
| throne | thrown   | ˈθroʊn   |
| toad | towed    | ˈtoʊd    |
| toe | tow      | ˈtoʊ     |
| toed | towed    | ˈtoʊd    |
| tole | toll     | ˈtoʊl    |

### Cot–coat merger
Il cot–coat merger avviene tra alcuni parlanti Zulu, per i quali non esiste un contrasto tra /ɒ/ ed /oʊ/, e dunque "cot" e "coat" sono omofoni. L'inglese degli Zulu ha generalmente anche una neutralizzazione di /ɒ/ ed /ɔː/, dunque parole come "cot", "caught" e "coat" possono avere pronuncia coincidente.

### Poet smoothing
Il poet smoothing è un processo avvenuto in molte varietà dell'inglese britannico per cui la sequenza bisillabica /əʊ.ə/ viene pronunciata come un dittongo [ɜɪ], in moltissime parole. Dunque "poet" è monosillabico, [ˈpɜɪt] e "poem" diviene [ˈpɜɪm].

### Rod–ride merger
Il rod–ride merger è la fusione di /ɑ/ ed /aɪ/, che avviene per alcuni parlanti dell'inglese vernacolare afro-americano (AAVE), per cui rod e ride si fondono in /rad/. Alcuni parlanti potrebbero mantenere il contrasto, avendo le pronunce di rod come /rɑd/ di ride come /raːd/. Questo fenomeno necessita della presenza del father-bother merger.

### Scientificsmoothing
Lo Scientific smoothing è un processo comune tra le varietà dell'inglese britannico per cui il nesso bisillabico /aɪ.ə/ passa ad un trittongo /aɪə/. Ne risulta che "scientific" si pronuncia /saɪən.ˈtɪf.ɪk/, con tre sillabe e "science" /ˈsaɪ(ə)ns/, con una.

### Pride–proud merger
The pride–proud merger è una fusione dei dittonghi /aɪ/ e /aʊ/ davanti a consonanti sonore in un monottongo /ä/ per alcuni parlanti dell'inglese vernacolare afro-americani, per cui pride e proud, dine e down, find e
found ecc. sono omofoni. Questi stessi parlanti potrebbero avere il rod-ride merger, quindi tutte e tre le vocali /ɑː/, /aɪ/ ed /aʊ/ davanti a consonanti sonore possono neutralizzarsi, dunque pride, prod, proud e find, found, fond sono omofoni tra loro.

### Line–loin merger
Il line–loin merger è una fusione i dittonghi /aɪ/ ed /ɔɪ/ in molte parole che avviene in alcuni accenti dell'Inghilterra meridionale, inglese irlandese, zone di Terranova e Caraibi. Coppie come line-loin, bile-boil, imply-employ sono dunque omofone.
| \| /aɪ/ \| /ɔɪ/ \| IPA \| Note \| \| ----- \| ------- \| -------- \| -------------------------------------------------------- \| \| aisle \| oil \| ˈɑɪl \| \| \| bile \| boil \| ˈbɑɪl \| \| \| dried \| droid \| ˈdrɑɪd \| \| \| imply \| employ \| ɨmˈplɑɪ \| \| \| file \| foil \| ˈfɑɪl \| \| \| fire \| foyer \| ˈfɑɪə(r) \| foyer può esser pronunciato anche /ˈfɑɪeɪ/ o /ˈfwɑːjeɪ/. \| \| grind \| groined \| ˈɡrɑɪnd \| \| \| guy \| goy \| ˈɡɑɪ \| \| \| heist \| hoist \| ˈhɑɪst \| \| \| I'll \| oil \| ˈɑɪl \| \| \| isle \| oil \| ˈɑɪl \| \| \| Jain \| join \| ˈdʒɑɪn \| \| \| kine \| coin \| ˈkɑɪn \| \| \| Kyle \| coil \| ˈkɑɪl \| \| \| liar \| lawyer \| ˈlɑɪə(r) \| \| \| lied \| Lloyd \| ˈlɑɪd \| \| \| line \| loin \| ˈlɑɪn \| \| \| Lyle \| loyal \| ˈlɑɪəl \| Col vile-vial merger. \| \| lyre \| lawyer \| ˈlɑɪə(r) \| \| \| pie \| poi \| ˈpɑɪ \| \| \| pies \| poise \| ˈpɑɪz \| \| \| pint \| point \| ˈpɑɪnt \| \| \| psi \| soy \| ˈsɑɪ \| \| \| ride \| roid \| ˈrɑɪd \| \| \| rile \| roil \| ˈrɑɪl \| \| \| rile \| royal \| ˈrɑɪəl \| Col vile-vial merger. \| \| rye \| Roy \| ˈrɑɪ \| \| \| sigh \| soy \| ˈsɑɪ \| \| \| sire \| sawyer \| ˈsɑɪə(r) \| \| \| sire \| soya \| ˈsɑɪə \| Negli accenti non-rotici. \| \| Thai \| toy \| ˈtɑɪ \| \| \| tide \| toyed \| ˈtɑɪd \| \| \| tie \| toy \| ˈtɑɪ \| \| \| tied \| toyed \| ˈtɑɪd \| \| \| tile \| toil \| ˈtɑɪl \| \| \| try \| Troy \| ˈtrɑɪ \| \| \| vied \| void \| ˈvɑɪd \| \| \| wry \| Roy \| ˈrɑɪ \| \| |         |          |                                                          |
| /aɪ/ | /ɔɪ/    | IPA      | Note                                                     |
| aisle | oil     | ˈɑɪl     |                                                          |
| bile | boil    | ˈbɑɪl    |                                                          |
| dried | droid   | ˈdrɑɪd   |                                                          |
| imply | employ  | ɨmˈplɑɪ  |                                                          |
| file | foil    | ˈfɑɪl    |                                                          |
| fire | foyer   | ˈfɑɪə(r) | foyer può esser pronunciato anche /ˈfɑɪeɪ/ o /ˈfwɑːjeɪ/. |
| grind | groined | ˈɡrɑɪnd  |                                                          |
| guy | goy     | ˈɡɑɪ     |                                                          |
| heist | hoist   | ˈhɑɪst   |                                                          |
| I'll | oil     | ˈɑɪl     |                                                          |
| isle | oil     | ˈɑɪl     |                                                          |
| Jain | join    | ˈdʒɑɪn   |                                                          |
| kine | coin    | ˈkɑɪn    |                                                          |
| Kyle | coil    | ˈkɑɪl    |                                                          |
| liar | lawyer  | ˈlɑɪə(r) |                                                          |
| lied | Lloyd   | ˈlɑɪd    |                                                          |
| line | loin    | ˈlɑɪn    |                                                          |
| Lyle | loyal   | ˈlɑɪəl   | Col vile-vial merger.                                    |
| lyre | lawyer  | ˈlɑɪə(r) |                                                          |
| pie | poi     | ˈpɑɪ     |                                                          |
| pies | poise   | ˈpɑɪz    |                                                          |
| pint | point   | ˈpɑɪnt   |                                                          |
| psi | soy     | ˈsɑɪ     |                                                          |
| ride | roid    | ˈrɑɪd    |                                                          |
| rile | roil    | ˈrɑɪl    |                                                          |
| rile | royal   | ˈrɑɪəl   | Col vile-vial merger.                                    |
| rye | Roy     | ˈrɑɪ     |                                                          |
| sigh | soy     | ˈsɑɪ     |                                                          |
| sire | sawyer  | ˈsɑɪə(r) |                                                          |
| sire | soya    | ˈsɑɪə    | Negli accenti non-rotici.                                |
| Thai | toy     | ˈtɑɪ     |                                                          |
| tide | toyed   | ˈtɑɪd    |                                                          |
| tie | toy     | ˈtɑɪ     |                                                          |
| tied | toyed   | ˈtɑɪd    |                                                          |
| tile | toil    | ˈtɑɪl    |                                                          |
| try | Troy    | ˈtrɑɪ    |                                                          |
| vied | void    | ˈvɑɪd    |                                                          |
| wry | Roy     | ˈrɑɪ     |                                                          |

### Coil–curl merger
Il coil-curl merger è una fusione avvenuta nel tempo in alcune varietà inglesi. Viene associata soprattutto ai dialetti di New York, New Orleans e Charleston agli inizi del XX secolo (ora poco parlati).
La fusione colpì le vocali del General American /ɔɪ/, in choice, ed /ɝ/, in nurse, dunque coil e curl sono omofoni. Ne risultava normalmente un dittongo [əɪ], con un primo elemento centrale medio, piuttosto che il più diffuso altrove elemento posteriore arrotondato di /ɔɪ/. Questo avvenne solo davanti a consonante; stir e boy non hanno mai rimato.
È a causa di questo che nacquero gli stereotipi "brooklinesi" dove bird suona come boid e thirty-third come toity-toid. Il cantautore Sam M. Lewis, nativo newyorkese, ha fatto rimare returning con joining nella versione inglese del testo di Gloomy Sunday.
Secondo un sondaggio condotto da William Labov a New York nel 1966, tutta la popolazione ultrasessantenne utilizzava [ɜɪ] in bird. La percentuale scendeva di pari passo con l'età: 59% per la fascia 50-60, 33% per i 40-50, 24% per i 20-40, e soltanto il 4% per gli under 20. Praticamente tutti i newyorkesi nativi nati dal 1950, anche coloro dalla parlata non-rotica, pronunciano bird come [ˈbɝd].

### Mare–mayor merger
Il mare–mayor merger è un processo che avviene in molte varietà dell'inglese britannico, ed anche a Filadelfia e Baltimora, per cui un bisillabico /eɪ.ə/ viene pronunciato come un dittongo /eə/ in molte parole. Dunque mayor si pronuncia /ˈmeə(r)/, omofono di mare.
Nell'inglese nordamericano, almeno nelle varietà colpite, questo colpisce accade anche altri nessi senza che vi sia una R, dove alcune parole con /eɪ.ə/ fondono la sequenza con un /eə/ generatosi per æ-tensing. Dato che questo /eə/ deriva da un /æ/, queste parole subiscono spesso un ipercorrettismo che tramuta la vocale in /æ/. Gli esempi più conosciuti sono mayonnaise (/ˈmeəneɪz~ˈmæneɪz/) e graham (/ˈɡreəm~ˈɡræm/, omofono di gram).
| \| /eə/ \| /eɪə/ \| IPA \| Note \| \| ------------ \| ------- \| -------- \| --------------------------------- \| \| Bayer \| bare \| ˈbeə(r) \| Pronuncia nordamericana di Bayer. \| \| flare \| flayer \| ˈfleə(r) \| \| \| flair \| flayer \| ˈfleə(r) \| \| \| gram, gramme \| Graham \| ˈɡreəm \| Con l'æ-tensing. \| \| lair \| layer \| ˈleə(r) \| \| \| mare \| mayor \| ˈmeə(r) \| \| \| pair \| payer \| ˈpeə(r) \| \| \| pare \| payer \| ˈpeə(r) \| \| \| pear \| payer \| ˈpeə(r) \| \| \| prayer \| prayer \| ˈpreə(r) \| \| \| stare \| stayer \| ˈsteə(r) \| \| \| sware \| swayer \| ˈsweə(r) \| \| \| swear \| swayer \| ˈsweə(r) \| \| \| there \| they're \| ˈðeə(r) \| \| |         |          |                                   |
| /eə/ | /eɪə/   | IPA      | Note                              |
| Bayer | bare    | ˈbeə(r)  | Pronuncia nordamericana di Bayer. |
| flare | flayer  | ˈfleə(r) |                                   |
| flair | flayer  | ˈfleə(r) |                                   |
| gram, gramme | Graham  | ˈɡreəm   | Con l'æ-tensing.                  |
| lair | layer   | ˈleə(r)  |                                   |
| mare | mayor   | ˈmeə(r)  |                                   |
| pair | payer   | ˈpeə(r)  |                                   |
| pare | payer   | ˈpeə(r)  |                                   |
| pear | payer   | ˈpeə(r)  |                                   |
| prayer | prayer  | ˈpreə(r) |                                   |
| stare | stayer  | ˈsteə(r) |                                   |
| sware | swayer  | ˈsweə(r) |                                   |
| swear | swayer  | ˈsweə(r) |                                   |
| there | they're | ˈðeə(r)  |                                   |